# Sackville Tufton (9e comte de Thanet)
Pour les articles homonymes, voir Tufton.
Sackville Tufton, 9e comte de Thanet (30 juin 1769 - 24 janvier 1825) est un noble anglais. Il accède à son titre en avril 1786, à la suite du décès de son père Sackville Tufton (8e comte de Thanet). Deux de ses frères cadets, John Tufton (cricket) et Henry Tufton (11e comte de Thanet), sont de célèbres joueurs de cricket amateurs.
Sackville Tufton est lui-même un joueur de cricket passionné qui fait cinq apparitions connues dans des matchs de cricket de première classe entre 1791 et 1794. Il est l'un des premiers membres du Marylebone Cricket Club (MCC) et est associé au cricket du Kent .

## Biographie
Il est né à Hothfield House dans le Kent. Sa mère est Mary, fille de John Philip Sackville, et à la mort de son père, le 10 avril 1786, son oncle maternel, John Sackville (3e duc de Dorset), est son tuteur pendant sa minorité. Il devient haut shérif héréditaire de Westmorland de 1786 à 1825. Au début de sa vie, il passe beaucoup de temps à l'étranger, notamment à Vienne, où il a une liaison avec une dame hongroise, Anne Charlotte de Bojanowitz, avec qui il se marie, sous le rite anglican, à St. George's, Hanover Square, le 28 février. 1811.
En politique, il soutient généralement le duc de Bedford et l'opposition à Pitt. En mai 1798, il est présent avec Fox, Sheridan, Erskine et d'autres sympathisants whigs au procès d'Arthur O'Connor à Maidstone. O'Connor est déclaré non coupable, mais n'est pas acquitté, car un mandat d'arrêt pour son arrestation pour une autre infraction est en attente. Thanet et d'autres sont accusés d'avoir provoqué une émeute dans le tribunal et d'avoir éteint les lumières pour tenter de secourir le prisonnier, ou du moins d'aider à son évasion. L'affaire est jugée devant Lord Kenyon au banc du roi le 25 avril 1799. Sir John Scott assure les poursuites et Erskine dirige la défense. Richard Brinsley Sheridan semble témoigner pour l'accusé, et se distingue en parant huit fois, et finalement en évitant, la question d'Edward Law, l'avocat de l'accusation, "Croyez-vous que Lord Thanet avait l'intention de favoriser l'évasion d'O'Connor ?" Après avoir été reconnu coupable d'émeute et d'agression à Maidstone, Thanet est traduit en jugement le 3 mai et incarcéré à la prison de King's Bench, la caution offerte par le duc de Bedford étant refusée. Le 10 juin, il est condamné à un an d'emprisonnement dans la Tour de Londres et à une amende de 1 000 £, et à sa libération, il est condamné à fournir une garantie pour sa bonne conduite pendant sept ans pour un montant de 20 000 £.
Après sa libération, le comte vit tranquillement à Hothfield et devient un agriculteur populaire, visitant régulièrement le marché agricole d'Ashford. Il passe beaucoup de temps à l'étranger et meurt à Châlons le 24 janvier 1825. Il est enterré le 7 février à Rainham. Ne laissant aucun descendant, il est successivement remplacé par ses frères Charles (1770-1832) et Henry Tufton (1775-1849), onzième et dernier comte de Thanet.